# Visayagråfågel
Visayagråfågel (Coracina panayensis) är en fågelart i familjen gråfåglar inom ordningen tättingar.

## Utbredning och systematik
Fågeln förekommer i Filippinerna på öarna Guimaras, Masbate, Panay, Ticao och Negros. Den kategoriserades tidigare som en underart av vitögd gråfågel (Coracina striata) men urskiljs sedan 2016 som egen art av Birdlife International och IUCN, sedan 2024 även av IOC.

## Status
Den kategoriseras av IUCN som livskraftig.